# Кобзарь Грицько
Кобзарь Грицько (укр. Кобзар Грицько; XVIII век, Иржавец, Черниговский полк, Войско Запорожское — 1768 год, под Каневом, Киевское воеводство, Речь Посполитая) — легендарный украинский музыкант, запорожский казак, участник Колиивщиины. Погиб в бою с поляками.

## Биография
Кобзарь Грицько фигурирует в ряде украинских легенд (в частности, в сказаниях, записанных Павлом Чубинским). Он родился в XVIII веке (более точная дата неизвестна) в селе Иржавец под Черниговом на Левобережной Украине (территория Гетманщины, подвластная России). Грицько принял участие в одном из набегов запорожских казаков на черноморские владения Османской империи и попал в плен. Ему удалось втереться в доверие к янычарам. Те однажды поручили Грицьку охранять двадцать невольников, но он раздобыл для этих людей турецкую одежду и позволил им сбежать. За это османы выкололи ему глаза, однако потом всё же отпустили на свободу. Грицько смог добраться до родных мест и стал бродячим музыкантом. Он играл на кобзе, пел песни о набегах и турецкой неволе. В 1768 году слепец примкнул к вспыхнувшему на Правобережье Днепра антипольскому восстанию, известному как Колиивщина, и возглавил отдельный отряд повстанцев. Согласно одной из легенд, в лесу под Каневом поляки перебили этот отряд вместе с присоединившимися к нему людьми казака Подковы. Сам кобзарь погиб в бою и был похоронен вместе с Подковой в Каневском лесу, в месте, получившем впоследствии его имя — Кобзарёв шпиль.